# The Shocking Miss Emerald
The Shocking Miss Emerald è il secondo album in studio della cantante jazz olandese Caro Emerald, pubblicato il 3 maggio 2013 dall'etichetta discografica Grandmono Records in Europa, il 6 maggio nel Regno Unito e in Francia, mentre il 14 maggio in Italia.
L'album ha inoltre avuto subito un gran successo commerciale, infatti, solo nel Regno Unito, ha venduto 35 000 copie in una sola settimana e ha raggiunto il primo posto della classifica britannica. Nel 2015 l'album ha venduto oltre 500 000 copie in Europa.
Il 31 ottobre è stata pubblicata la versione deluxe dell'album, contenente un DVD con l'esibizione live a Glasgow.

## Singoli
Il primo singolo estratto dall'album, Tangled Up, ha raggiunto 1 milione di visualizzazioni, sebbene il video non sia supportato dalla Vevo, il secondo singolo dell'album, Liquid Lunch, è uscito in Italia il 14 giugno 2013.

## Tracce
1. Miss Emerald: Intro – 0:39
2. One Day – 4:32
3. Coming Back As A Man – 3:34
4. Tangled Up – 3:17
5. Completely – 2:29
6. Black Valentine – 5:03
7. Pack Up The Louie – 3:33
8. I Belong to You – 3:27
9. The Maestro – 2:37
10. Liquid Lunch – 3:59
11. Excuse My French – 3:50
12. Paris – 4:47
13. My Two Cents – 3:45
14. The Wonderful In You – 3:10
15. Tell Me How Long – 2:29

### Tracce della Deluxe edition

#### Disco uno
1. Miss Emerald: Intro – 0:39
2. One Day – 4:32
3. Coming Back As A Man – 3:34
4. Tangled Up – 3:17
5. Completely – 2:29
6. Black Valentine – 5:03
7. Pack Up The Louie – 3:33
8. I Belong to You – 3:27
9. The Maestro – 2:37
10. Liquid Lunch – 3:59
11. Excuse My French – 3:50
12. Paris – 4:47
13. My Two Cents – 3:45
14. The Wonderful In You – 3:10
15. No Charge – 2:33
16. (Teaser Of) The Bullet – 2:30

#### Disco due (DVD)
1. Miss Emerald: Intro (Live In Glasgow) – 0:44
2. One Day (Live In Glasgow) – 4:35
3. Completely (Live In Glasgow) – 2:38
4. The Maestro (Live In Glasgow) – 2:41
5. Black Valentine (Live In Glasgow) – 5:30
6. Pack Up The Louie (Live In Glasgow) – 3:51
7. Liquid Lunch (Live In Glasgow) – 4:07
8. Back It Up (Live In Glasgow) – 4:46
9. I Belong To You (Live In Glasgow) – 3:35
10. Coming Back As A Man (Live In Glasgow) – 3:29
11. Riviera Life (Live In Glasgow) – 4:12
12. Dr Wanna Do (Live In Glasgow) – 4:57
13. Stuck (Live In Glasgow) – 4:09
14. Tangled Up (Live In Glasgow) – 4:36
15. My 2 Cents (Live In Glasgow) – 4:25
16. The Wonderful In You (Live In Glasgow) – 4:26
17. A Night Like This (Live In Glasgow) – 7:08
18. If You Go Away [Ne Me Quitter Pas] (Live In Glasgow) – 4:25

## Pubblicazione
| Stato       | Data           | Casa discografica | Formato               |
| ----------- | -------------- | ----------------- | --------------------- |
| Paesi Bassi | 3 maggio 2013  | Grandmono Records | CD, Download digitale |
| Regno Unito | 6 maggio 2013  | Grandmono Records | CD, Download digitale |
| Italia      | 14 maggio 2013 | Grandmono Records | CD, Download digitale |

## Classifiche
| Classifica                   | Posizione |
| ---------------------------- | --------- |
| Austria                      | 3         |
| Belgio (Fiandre)             | 32        |
| Belgio (Vallonia)            | 104       |
| Paesi Bassi                  | 1         |
| Germania                     | 3         |
| Irlanda                      | 71        |
| Italia                       | 22        |
| Scozia                       | 1         |
| Svizzera                     | 3         |
| Regno Unito                  | 1         |
| Regno Unito (UK Indie Chart) | 32        |